# Betty Parris
Betty Parris, död 1760, var en av vittnena i häxprocessen i Salem. 
Hon var dotter till Salems kyrkoherde Samuel Parris och kusin till Abigail Williams.
Häxprocessen i Salem utbröt sedan ett antal flickor, Betty Parris, Abigail Williams, Ann Putnam, Mercy Lewis, Mary Walcott, och Elizabeth Hubbard, hade plågats av anfall. Parris och Williams anklagade sedan tre kvinnor: Tituba, Sarah Good och Sarah Osborne, för att ha förtrollat dem, vilkas arrestering var början på häxprocessen. 
Hon gifte sig 1710 med skomakaren Benjamin Baron, med vilken hon fick fyra barn. Hon uttalade aldrig någon ånger för sin roll i häxprocessen och kommenterade den aldrig efter att den upphört. 